# Malajsie na Letních olympijských hrách 2020
Malajsii na Letních olympijských hrách 2020 reprezentovalo celkem 30 sportovců v 10 sportech. Jednalo se o šestnáctou účast této země od první účasti v roce 1956.

## Medailisté
| Medaile | Jméno sportovce         | Sport                | Disciplína     | Datum dosažení |
| ------- | ----------------------- | -------------------- | -------------- | -------------- |
| Stříbro | Azizulhasni Awang       | Cyklistika (dráhová) | Muži – keirin  | 8. srpna       |
| Bronz   | Aaron Chia Soh Wooi Yik | Badminton            | Muži – čtyřhra | 31. července   |

## Počet soutěžících v jednotlivých sportech
| Sport             | Druh sportu | Muži | Ženy | Celkem |
| ----------------- | ----------- | ---- | ---- | ------ |
| Atletika          | -           | 1    | 1    | 2      |
| Badminton         | -           | 4    | 4    | 8      |
| Cyklistika        | dráhová     | 2    | 0    | 2      |
| Golf              | -           | 1    | 1    | 2      |
| Gymnastika        | -           | 1    | 1    | 2      |
| Jachting          | -           | 1    | 3    | 4      |
| Lukostřelba       | -           | 1    | 1    | 2      |
| Plavání           | -           | 1    | 1    | 2      |
| Skoky do vody     | -           | 0    | 5    | 5      |
| Sportovní střelba | -           | 0    | 1    | 1      |
| Celkem            | Celkem      | 12   | 18   | 30     |